# Брондело
Брондело (итал. Brondello) је насеље у Италији у округу Кунео, региону Пијемонт.
Према процени из 2011. у насељу је живело 95 становника. Насеље се налази на надморској висини од 463 м.

## Становништво
| 1931. | 1936. | 1951. | 1961. | 1971. | 1981. | 1991. | 2001. | 2011. |
| ----- | ----- | ----- | ----- | ----- | ----- | ----- | ----- | ----- |
| 917   | 849   | 772   | 581   | 427   | 341   | 330   | 349   | 287   |